# Jean Carpentier (historien)
Pour les articles homonymes, voir Jean Carpentier (homonymie) et Carpentier.
Jean Carpentier, né le 26 septembre 1933 à Creil et mort le 6 mars 2018 à Poitiers, est un historien moderniste français.
Jean Carpentier est un inspecteur général honoraire de l'Éducation nationale.

## Biographie
Il est l'époux d'Élisabeth Carpentier, également historienne, professeur d'histoire du Moyen Âge à l'Université de Poitiers, qui a participé aux ouvrages dirigés par Jean Carpentier et François Lebrun. Elle a de plus écrit des ouvrages sur les batailles de Poitiers et sur l'art roman avec Marie-Thérèse Camus.
Il a été président de l'Association Religions-laïcité-citoyenneté (ARELC) créée en janvier 1998, dissoute le 9 janvier 2010. Cette association souhaitait participer au développement, dans un esprit laïque et principalement dans l’éducation, de la connaissance du fait religieux et la réflexion sur le concept de laïcité.

## Publications
- Histoire de France, éd. Seuil, 1987, avec François Lebrun.
- Histoire de l'Europe, avec François Lebrun, Seuil, 1992.
- Histoire de la Méditerranée, avec François Lebrun, Seuil, 2001.